# Бульвар Верховної Ради
Бульвар Верхо́вної Ра́ди — бульвар у Дніпровському і Деснянському районах міста Києва, місцевість Соцмісто. Пролягає від вулиці Вифлеємської до вулиці Гната Хоткевича.
Прилучаються проспект Миру, вулиці Георгія Тороповського, Будівельників, Сергія Набоки, Дмитра Багалія, Олександра Лазаревського, Юрія Поправки і проспект Леоніда Каденюка. Бульвар відокремлений від вулиці Євгена Сверстюка залізничною колією.

## Історія
Бульвар виник у 40-ві роки XX століття, сучасна назва — з 1949 року, за проєктом на ньому передбачалося зводити нові адміністративні споруди уряду УРСР. 

## Установи та заклади
- Дитяча школа мистецтв № 6 ім. Г. Л. Жуковського (№ 15)
- Дніпровський РАГС (№ 8/20)

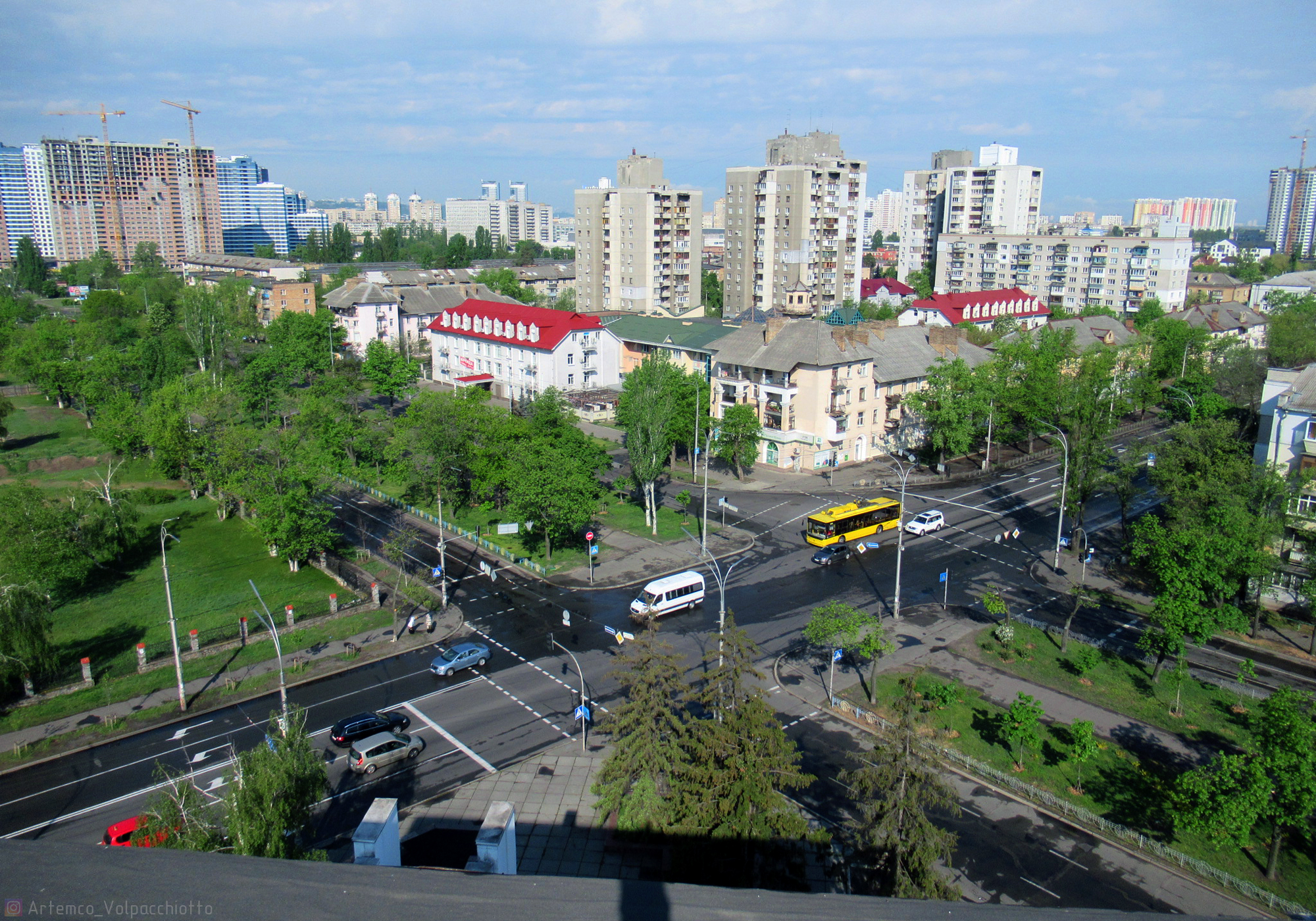
ріг бульвару і вулиці Будівельників
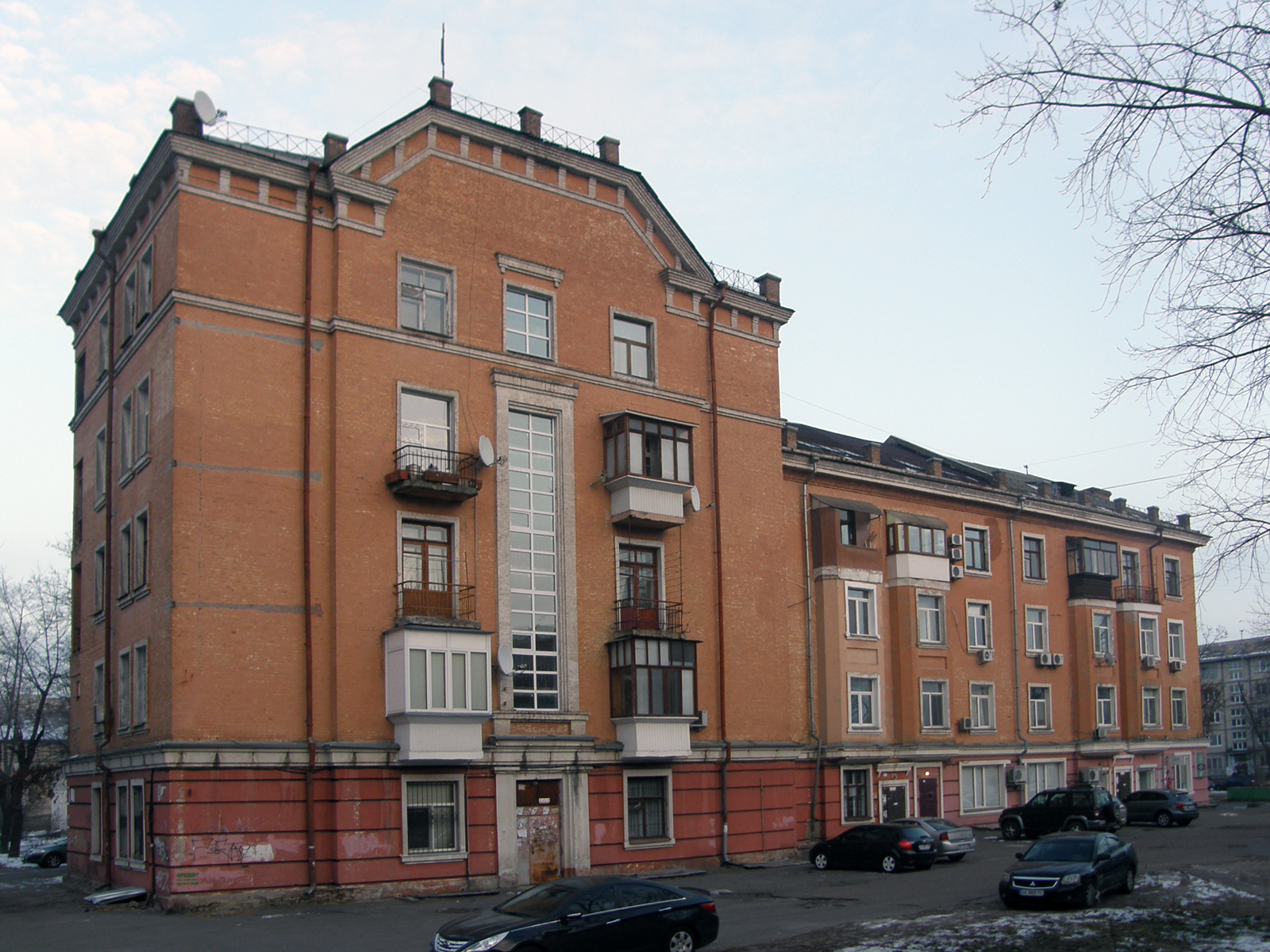
№ 13 – будинок керівництва гумогенераторного заводу «Вулкан», архітектор Михайловський, 1940 р.
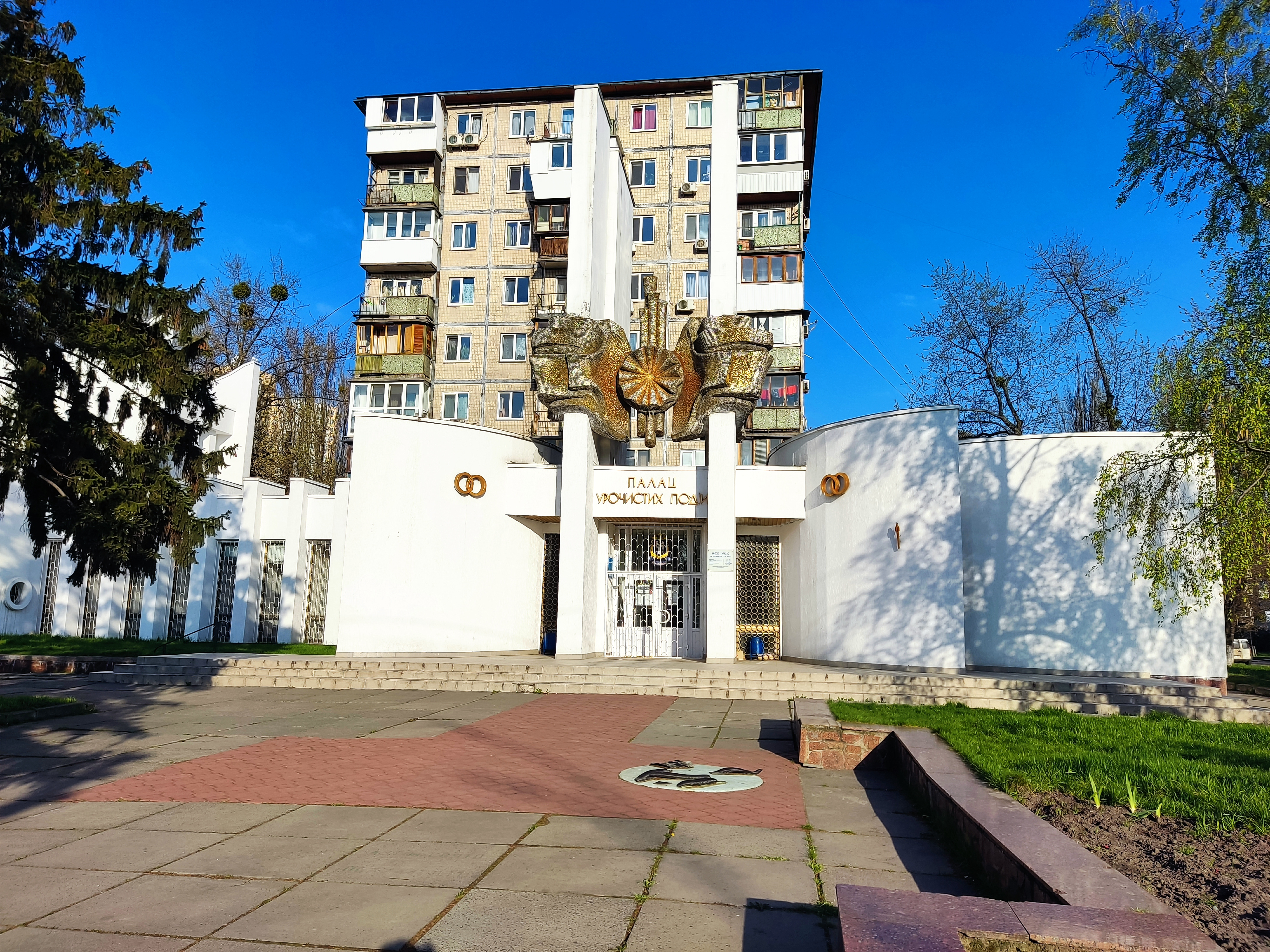
№ 8/20 (ріг вул. Будівельників) — Дніпровський РАГС і будинок проєкту «коробочка» 1966 р.
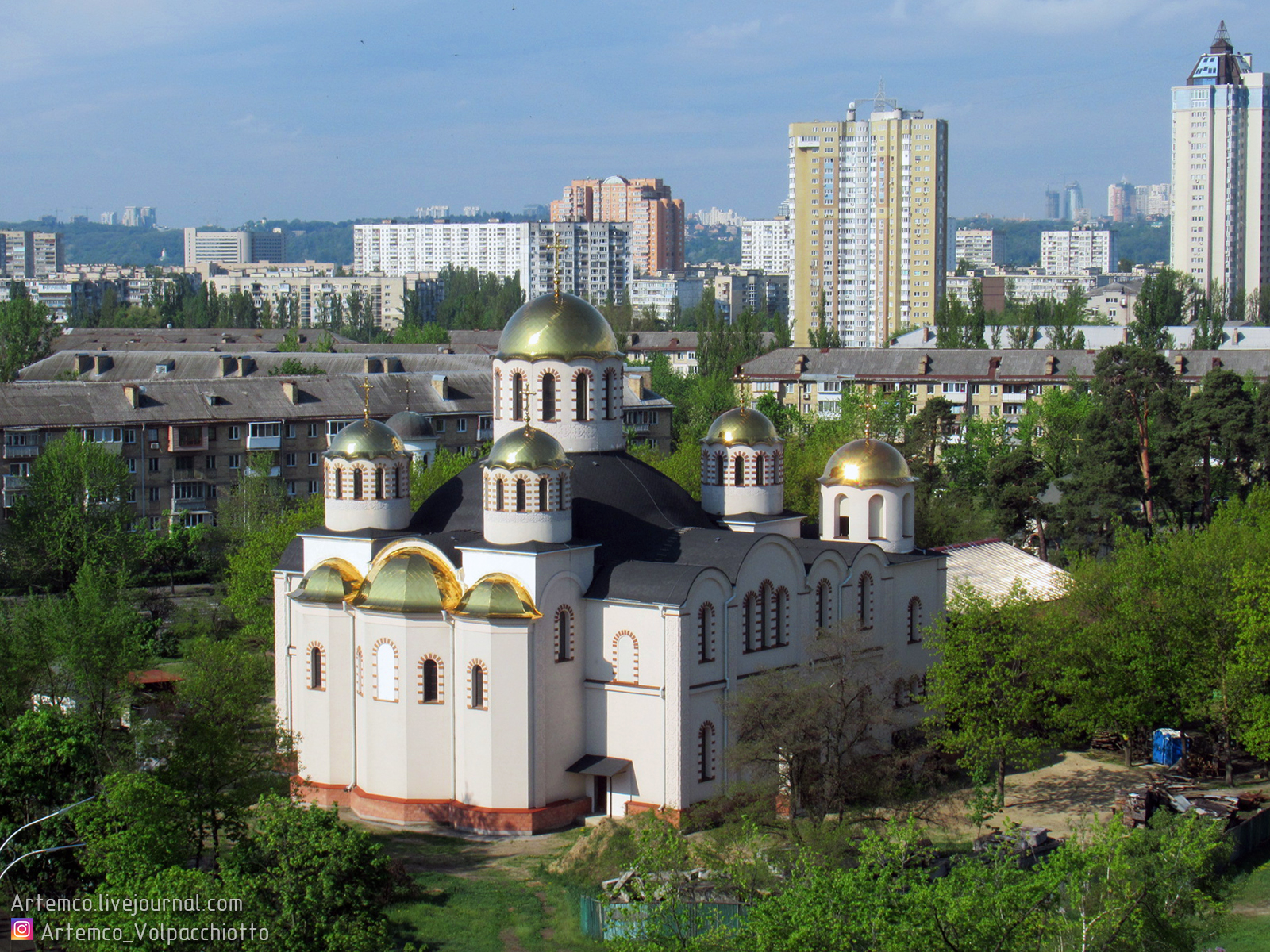
Собор Архангела Михаїла на розі з просп. Мира і вул. Будівельників
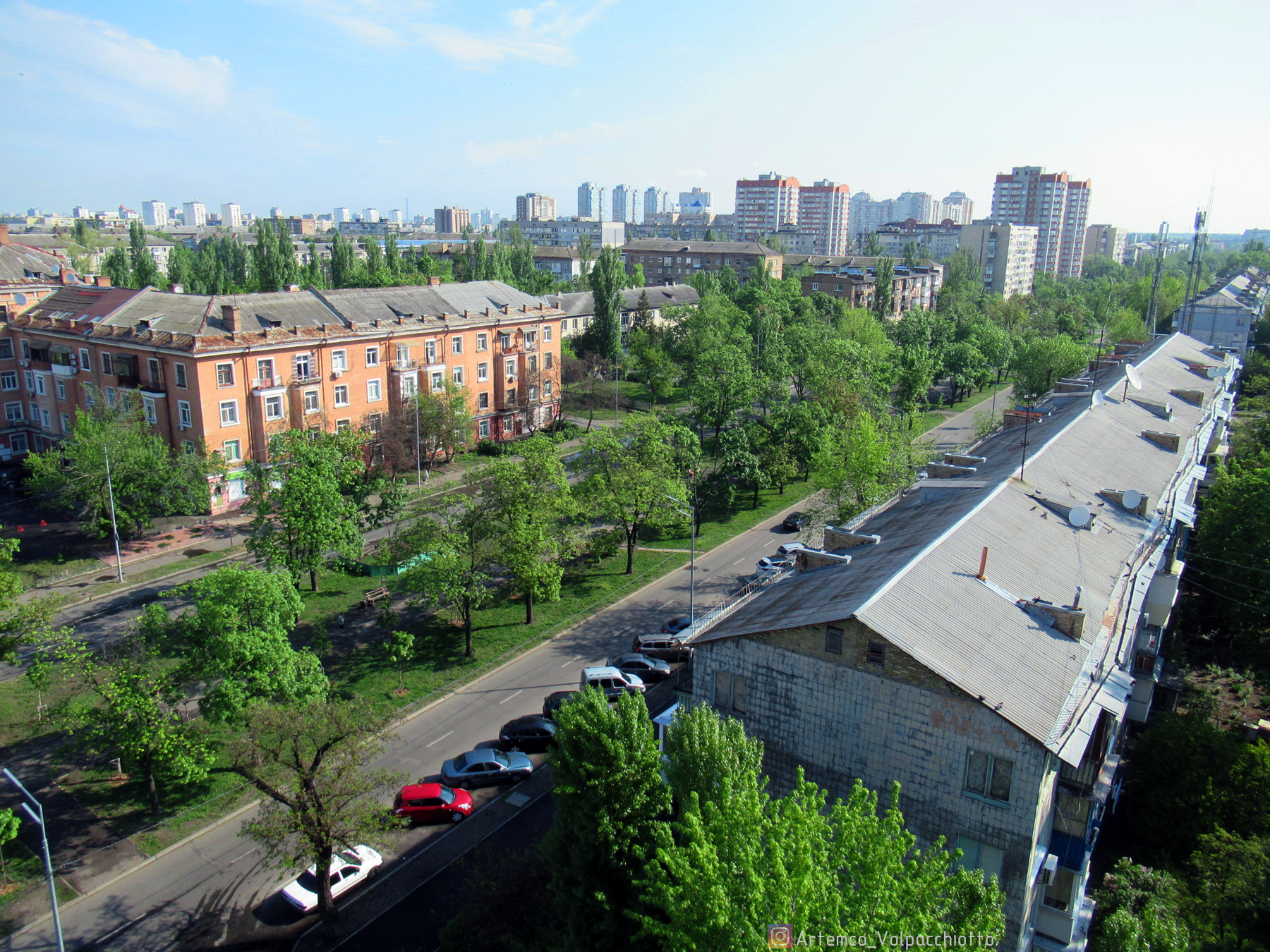
бульвар від вулиці Будівельників
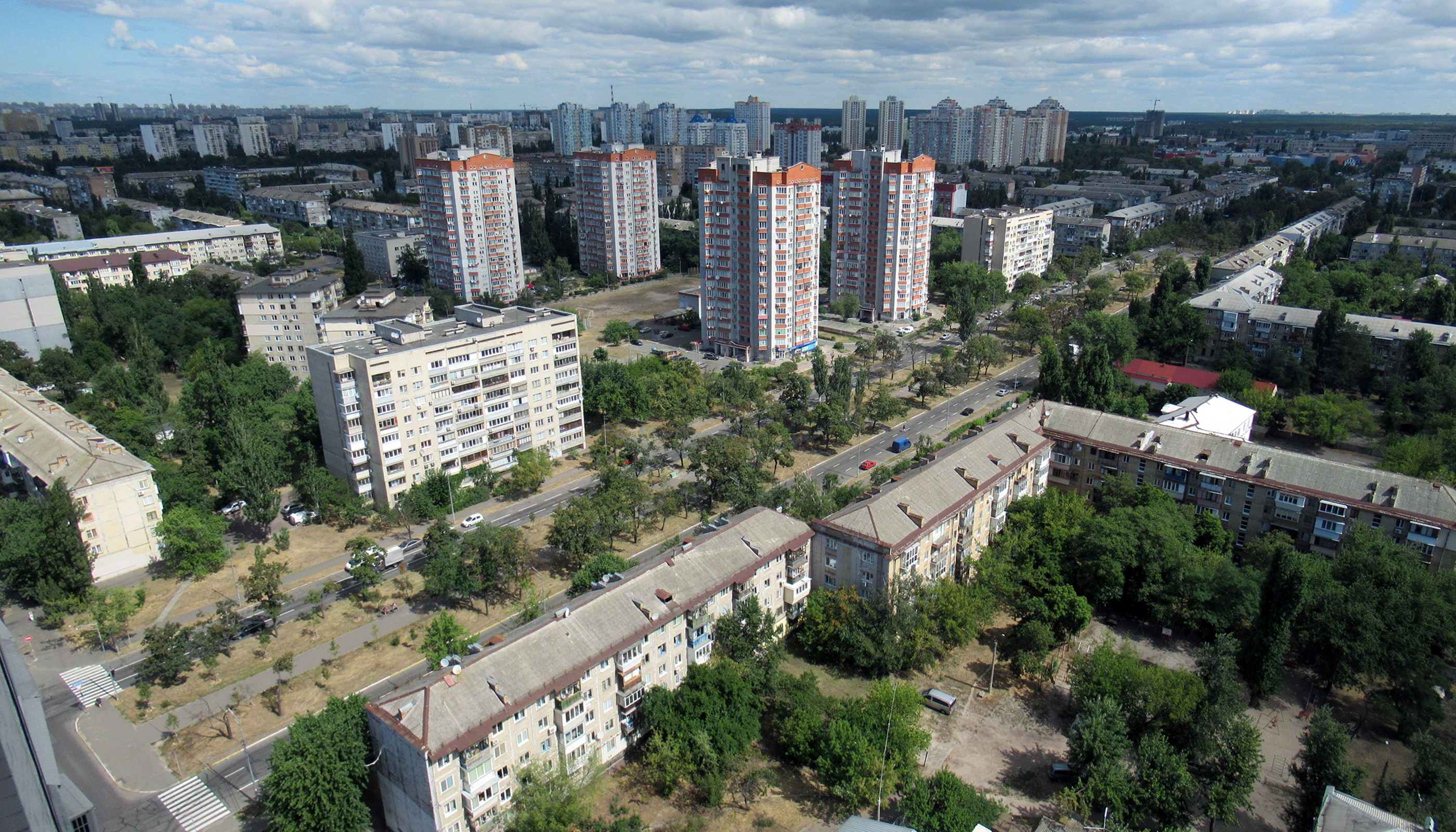
бульвар Верховної Ради від вул. Набоки
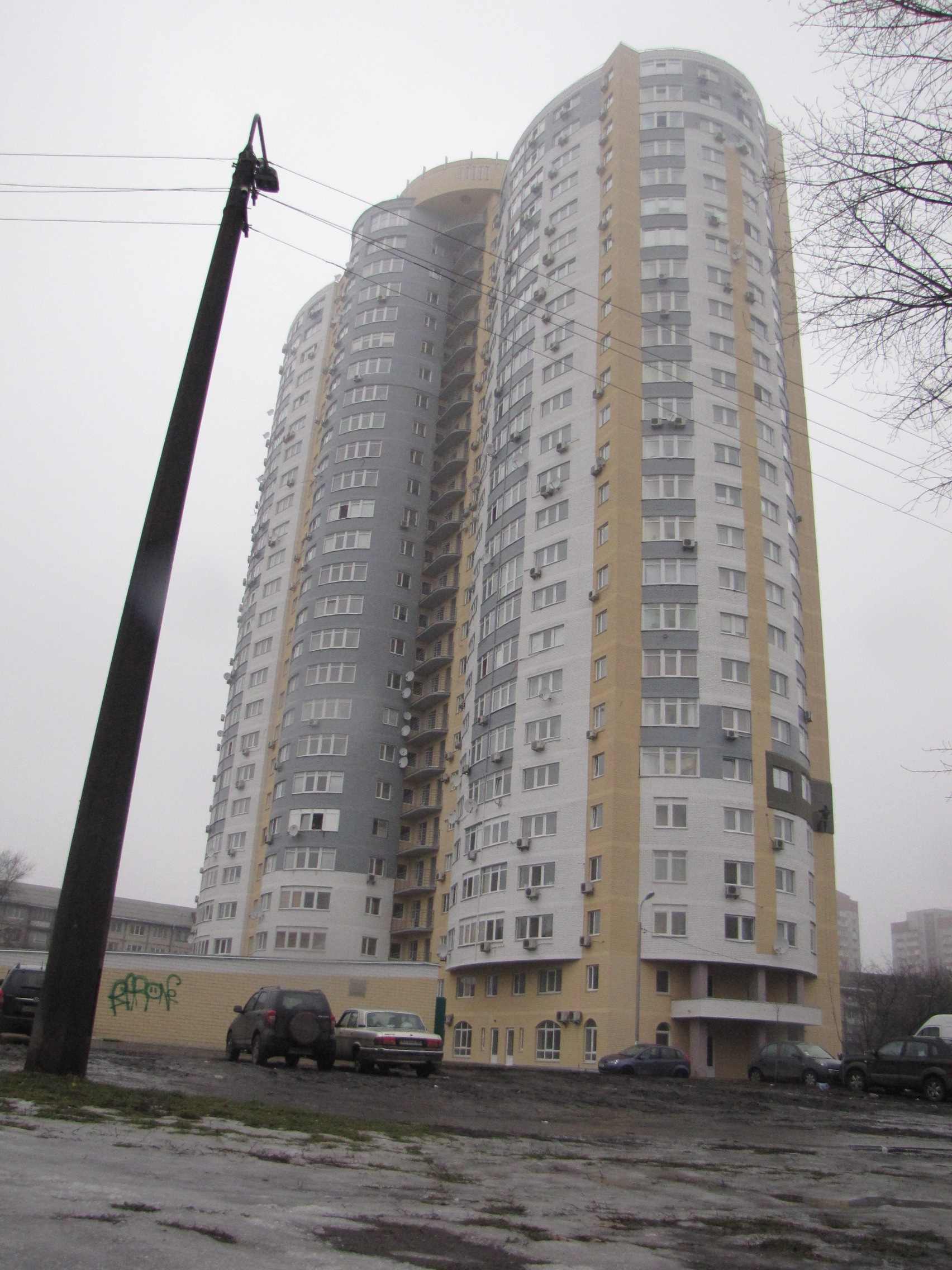
№ 14б, 2005 р. — найвищий будинок по вулиці